# Icónicos
Icónicos es una serie de televisión de la cadena CBeebies, estrenada en Latinoamérica por Discovery Kids, a partir del 25 de junio de 2012 hasta 2013.

## Argumento
La serie cuenta sobre un chico llamado Nat (Gavin Stenhouse) que inventa una asombrosa pantalla que hace que salgan animales animados  (tales como de la granja, la selva, la orilla del mar o el jardín) llamados "icónicos".
A través de cada episodio Nat tiene algún problema pero siempre lo ayuda algún icónico, aunque mientras piensan cómo resolverlo, ven qué hacen otros icónicos. Al final, hay algún juego con preguntas y respuestas basado en lo que pasó con algunos de los icónicos.

## Personajes
Unos de los personajes más destacados son:

### Splish y Splash
Son dos ositos polares gemelos, algo curiosos, que siempre buscan divertirse. 

### Ardi
Es una ardilla amigable que le gusta mucho coleccionar bellotas. En inglés, su nombre es "Skitter".

### Doña Mú
Es una vaca que a pesar de que siempre es estricta con las reglas para tener todo ordenado es muy humilde.

### Rocky
Es un rinoceronte amigable pero un poco gruñon, aunque en realidad tiene un gran corazón hacia los demás. En inglés, él se llama "Rumple".

## Reparto
| Personaje | Actor original  | Actor de doblaje        |
| --------- | --------------- | ----------------------- |
| Nat       | Gavin Stenhouse | Alan Fernando Velázquez |
| Doña Mu   | Helen Lederer   | Tatiana del Real        |

Voces adicionales
- Jorge Ornelas
- Elsa Covián
- Blas García